# Epigelasma meloui
Epigelasma meloui là một loài bướm đêm trong họ Geometridae.